# 圖里亞河

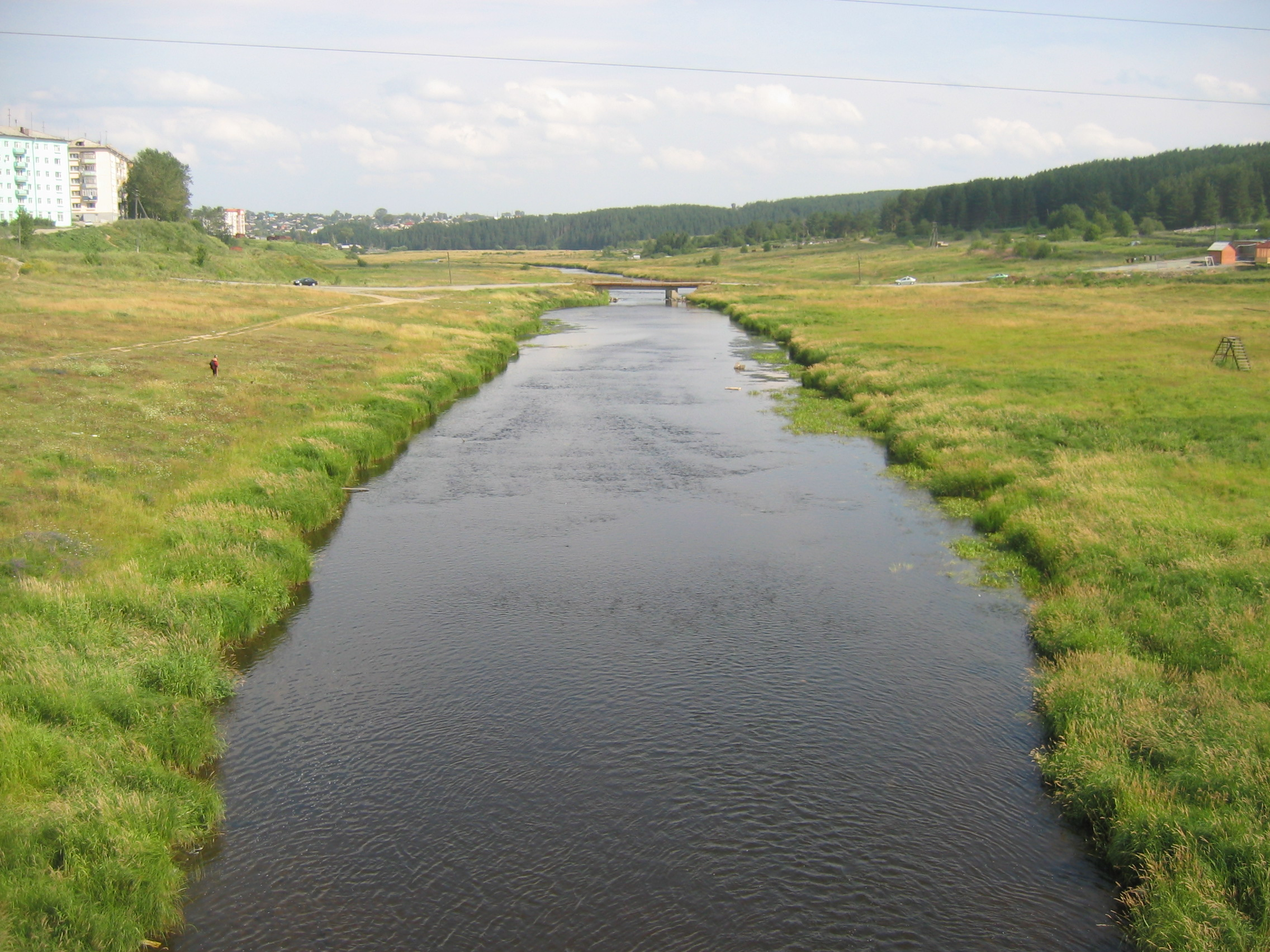
圖里亞河

圖里亞河是俄羅斯的河流，位於斯維爾德洛夫斯克州內，屬於索西瓦河的右支流，發源自烏拉爾山脈中部東麓，最終在克拉斯諾圖林斯克以東25公里注入索西瓦河，河道全長128公里，流域面積1,160平方公里，河水主要來自融雪和雨水，在每年10月下旬開始結冰，直至翌年4月下旬至5月上旬，河畔城鎮有克拉斯諾圖林斯克和卡爾平斯克。

## 外部連結
- A study of pollution i Turya River （俄文）